# Lista de governadores gerais de Antígua e Barbuda

## Governadores gerais
| Entrada               | Saída               | governador-geral         |
| --------------------- | ------------------- | ------------------------ |
| 1 de Novembro de 1981 | 10 de Junho de 1993 | Wilfred Ebenezer Jacobs  |
| 10 de Junho de 1993   | Presente            | James Beethoven Carlisle |